# Хачмач
Хачмач (вірм. Խաչմաչ, азерб. Xaçmaç) — село у Аскеранському районі Нагірно-Карабаської Республіки. Село розташоване на південний схід від Степанакерта, на трасі Степанакерт — Кармір шука — Гадрут, поруч з селами Карміргюх, Неркін Сзнек та селами Гавахан і Момна Мартунинського району.

## Пам'ятки
- В селі розташована церква Святого Степаноса 1651 р., кладовище 17 ст., церква «Шошкаванк» 18 ст. (відновлена у 20 ст.) та хачкар 13 ст.